# Карл Ратген
Карл Теодор Ратген (нім. Karl Rathgen; 6 грудня 1856, Веймар — 6 листопада 1921, Гамбург) — німецький економіст, педагог, професор, доктор філософії, перший ректор Гамбурзького університету.

## Біографія
Освіту здобув в університетах Страсбурга, Галле, Лейпцига та Берліна.
У 1882 здобув ступінь доктора філософії, захистивши дисертацію на тему «Створення ринків у Німеччині» в університеті Страсбурга.
У 1882—1890 викладав публічне право, статистику та адміністративно-управлінські науки в Імператорському Токійському університеті, працював радником японського міністерства сільського господарства та торгівлі.
У 1892 здобув ступінь бакалавра в Берлінському університеті, потім у 1895 призначений екстраординарним професором Марбурзького університету.
З 1900 по 1903 тимчасово керував кафедрою в Гейдельберзькому університеті.
У 1907 став професором нещодавно створеного Колоніального інституту в Гамбурзі.
У 1913—1914 читав лекції в Колумбійському університеті в Нью-Йорку.
Після його перетворення на Гамбурзький університет у 1919 зайняв кафедру економіки, колоніальної політики та державних фінансів, став його першим ректором.
Похований на Ольсдорфському цвинтарі в Гамбурзі.

## Вибрані твори
Автор праць у галузі світової економіки, державних фінансів, зокрема Японії.
- Japans Volkswirtschaft und Staatshaushalt. Leipzig: Duncker & Humblot 1891
- Die Japaner und ihre wirtschaftliche Entwicklung. Leipzig: Teubner 1905.
- Staat und Kultur der Japaner. Bielefeld, Leipzig: Velhagen & Klasing 1907.
- Die Japaner in der Weltwirtschaft. Leipzig: Teubner 1911 року.